# Anemone xiaowutaishanica
Anemone xiaowutaishanica är en ranunkelväxtart som beskrevs av Wen Tsai Wang och Bing Liu. Anemone xiaowutaishanica ingår i släktet sippor, och familjen ranunkelväxter. Inga underarter finns listade i Catalogue of Life.